# خانه حسن صدرایی
منزل حسن صدرایی مربوط به دوره قاجار است و در شیراز، پشت مدرسه خان، کوچه شهید خلوصی، پلاک ۱ واقع شده و این اثر در تاریخ ۱۰ خرداد ۱۳۸۲ با شمارهٔ ثبت ۸۷۲۷ به‌عنوان یکی از آثار ملی ایران به ثبت رسیده است.